# セレウリド
セレウリド（Cereulide）は、セレウス菌（Bacillus cereus）の一部の系統が生産する毒素で、ミトコンドリアを破壊するサイトトキシンである。吐き気や嘔吐を引き起こす。 
セレウリドはイオノフォアとして作用し、カリウムイオンに対する高い親和性を示す。セレウリドへの曝露は、ミトコンドリアの膜電位の喪失とミトコンドリアでの酸化的リン酸化の脱共役を引き起こす。吐き気と嘔吐は、セレウリドが5-HT3受容体に結合して活性化することで求心性の迷走神経の刺激が増加することで引き起こされると考えられている。 
セレウリドは、バリノマイシンと似たドデカデプシペプチドである。セレウリドは、4つのアミノ酸からなるD-Oxy-Leu—D-Ala—L-Oxy-Val—L-Valの3度の繰り返しからなる環状ポリペプチドである。セレウス菌の専用の非リボソームペプチド合成系によって産生される。 
セレウリド産生系統のセレウス菌の胞子は、産生しないものと比べて耐熱性が何倍も高い。毒素の活性は、オートクレーブや加熱では失われない。 

## 生合成

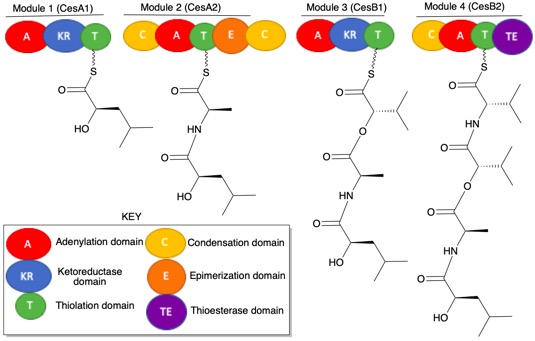
セレウリドのテトラペプチドユニットの形成。伸長と修飾が行われるペプチドはTドメイン上に位置している。

セレウス菌Bacillus cereusでは、セレウリドの生合成はCesAとCesBと呼ばれる2つのヘテロ二量体タンパク質からなる非リボソームペプチド合成酵素によって行われ、個々のアミノ酸が付加され、修飾され、連結される。付加はアデニル化（adenylation、A）ドメインによって促進される。修飾はケトレダクターゼ（ketoreductase、KR）ドメインとエピマー化（epimerization、E）ドメインによって行われ、縮合（condensation、C）ドメインによって連結される。ドメイン間の移動はペプチド輸送タンパク質または伸長するペプチド鎖を保持するチオール化（thiolation、T）ドメインによって促進される。さらに、最終的なペプチド産物の切断と環化にはチオエステラーゼ（thioesterase、TE）ドメインが用いられる。
CesAとCesBによって合成されたペプチドは、アミド結合ではなくエステル結合によって連結される。この環状エステル結合のため、セレウリドはデプシペプチドとなる。
CesAは 387 kDaのヘテロ二量体タンパク質で、CesA1とCesA2のモジュールから構成される。CesA1のAドメインは基質となるα-ケトイソカプロン酸を選択し、チオエステル結合を介してTドメインへ付加させる。その後、α-ケトイソカプロン酸はKRドメインによって補因子のNADPHを利用してD-α-ヒドロキシイソカプロン酸（D-HIC）へ還元される。CesA2モジュールでは、L-アラニン（L-Ala）がAドメインによって付加される。CドメインはCesA1モジュール上のD-α-ヒドロキシイソカプロン酸のチオエステルに対し、L-Alaの遊離アミンによる求核攻撃を促進する。これによってペプチドが連結され、CesA2のTドメイン上にD-HIC-L-Alaが形成される。次に、EドメインがL-AlaをD-Alaへ立体化学を変化させる。
CesBは 305 kDaのヘテロ二量体タンパク質で、CesB1とCesB2のモジュールから構成される。CesB1はCesA1とほぼ同様に振る舞うが、基質はα-ケトイソ吉草酸であり、L-α-ヒドロキシイソ吉草酸（L-HIV）へ還元される。さらに、CesAのCドメインがL-HIVとD-HIC-D-Alaペプチドの間のエステル形成を促進する。
次に、CesB2がL-バリン（L-Val）をAドメインへ付加し、CドメインはD-HIC-D-Ala-L-HIVチオエステルに対するL-Valのアミンの求核攻撃を促進し、CesB2のTドメイン上にD-HIC-D-Ala-L-HIV-L-Valテトラぺプチドが形成される。最終的に、TEドメインがテトラペプチドのD-HICのα-ヒドロキシル基と他のテトラペプチド分子のL-Valのチオエステルの間をつなぐことで、3つのテトラペプチドユニットを連結する。この3つのテトラペプチドの環化過程で3つのエステルが形成される。その結果生じた環状デプシペプチドがセレウリドであり、その構造にはエステルとアミドが交互に含まれている。